# MG Motor MG3
Pour les articles homonymes, voir MG3 (homonymie).

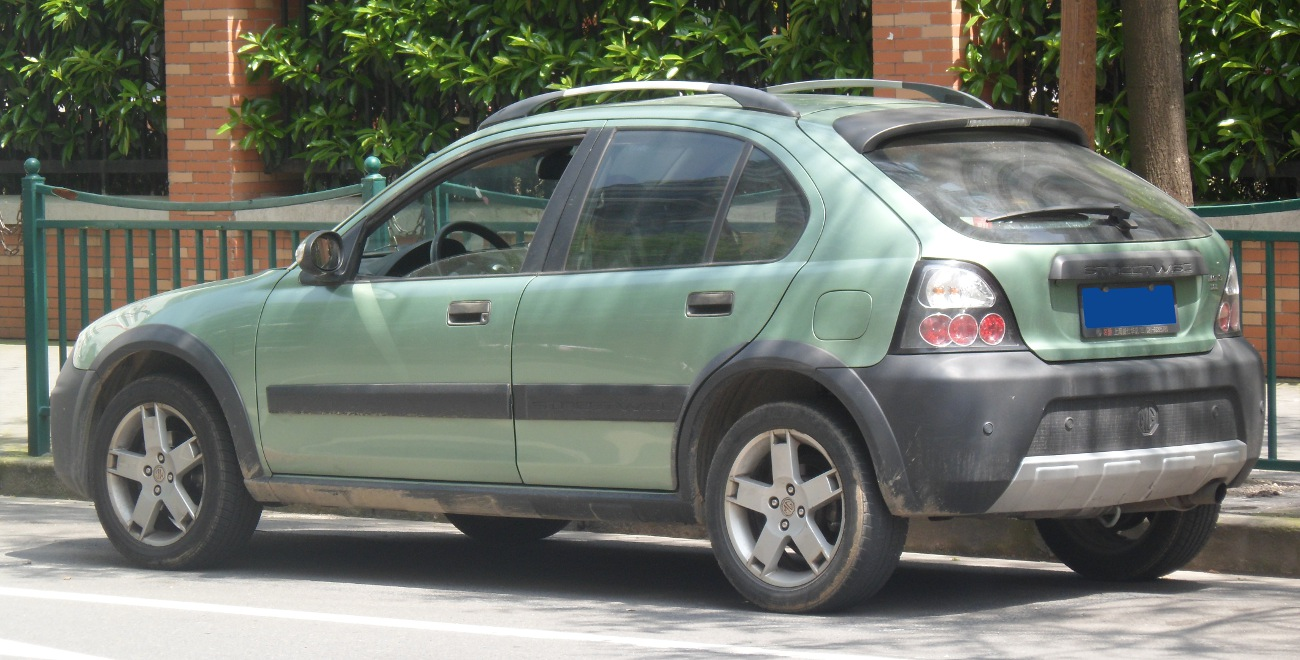
La MG3 I, produite entre août 2008 et 2011

La MG3 est une automobile construite par MG Motor (ex Morris Garages, MG).
On distingue :
- la MG3 I produite entre août 2008 et 2011 et dérivée de la Rover Streetwise ;

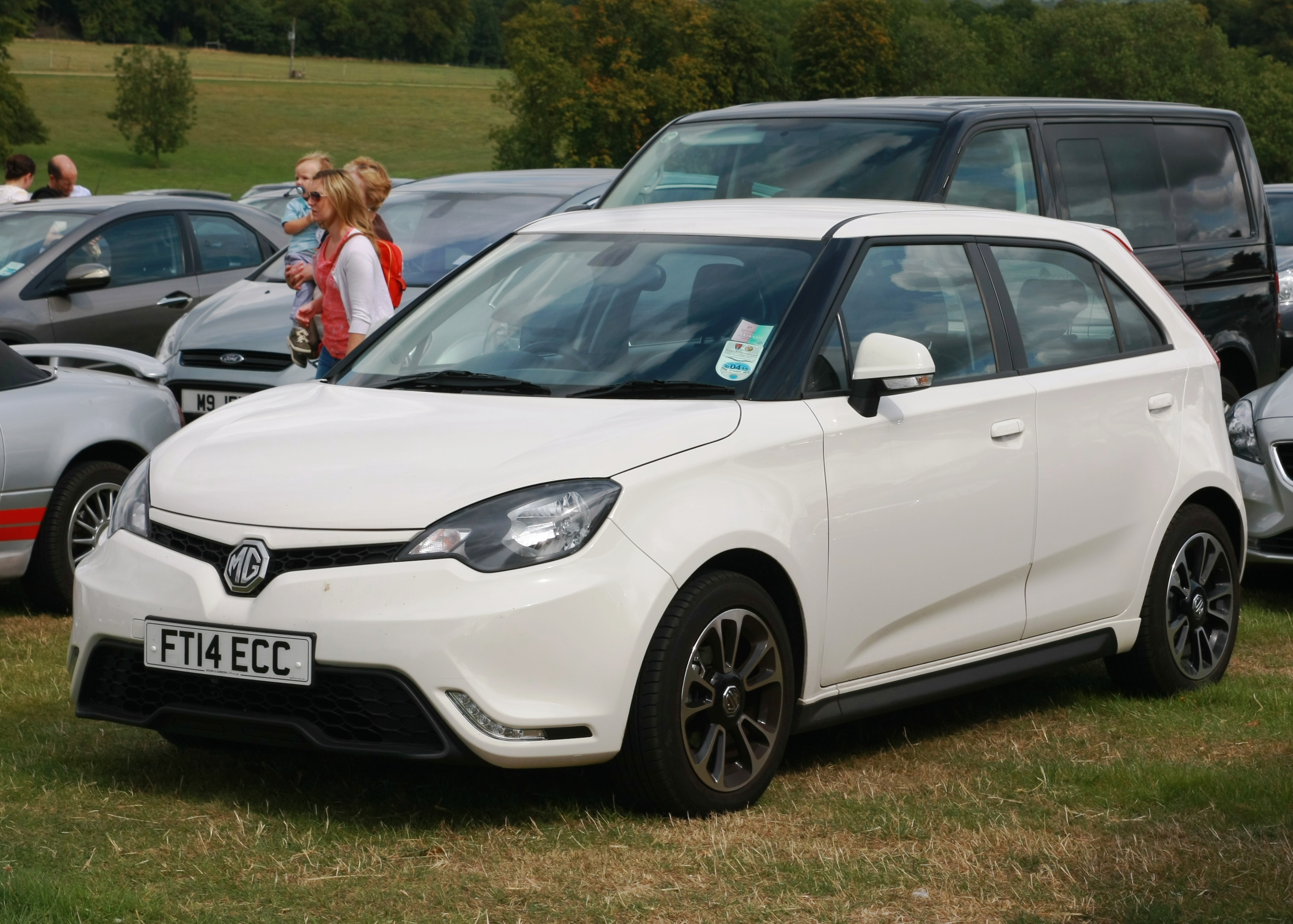
La MG3 II, produite à partir de 2011

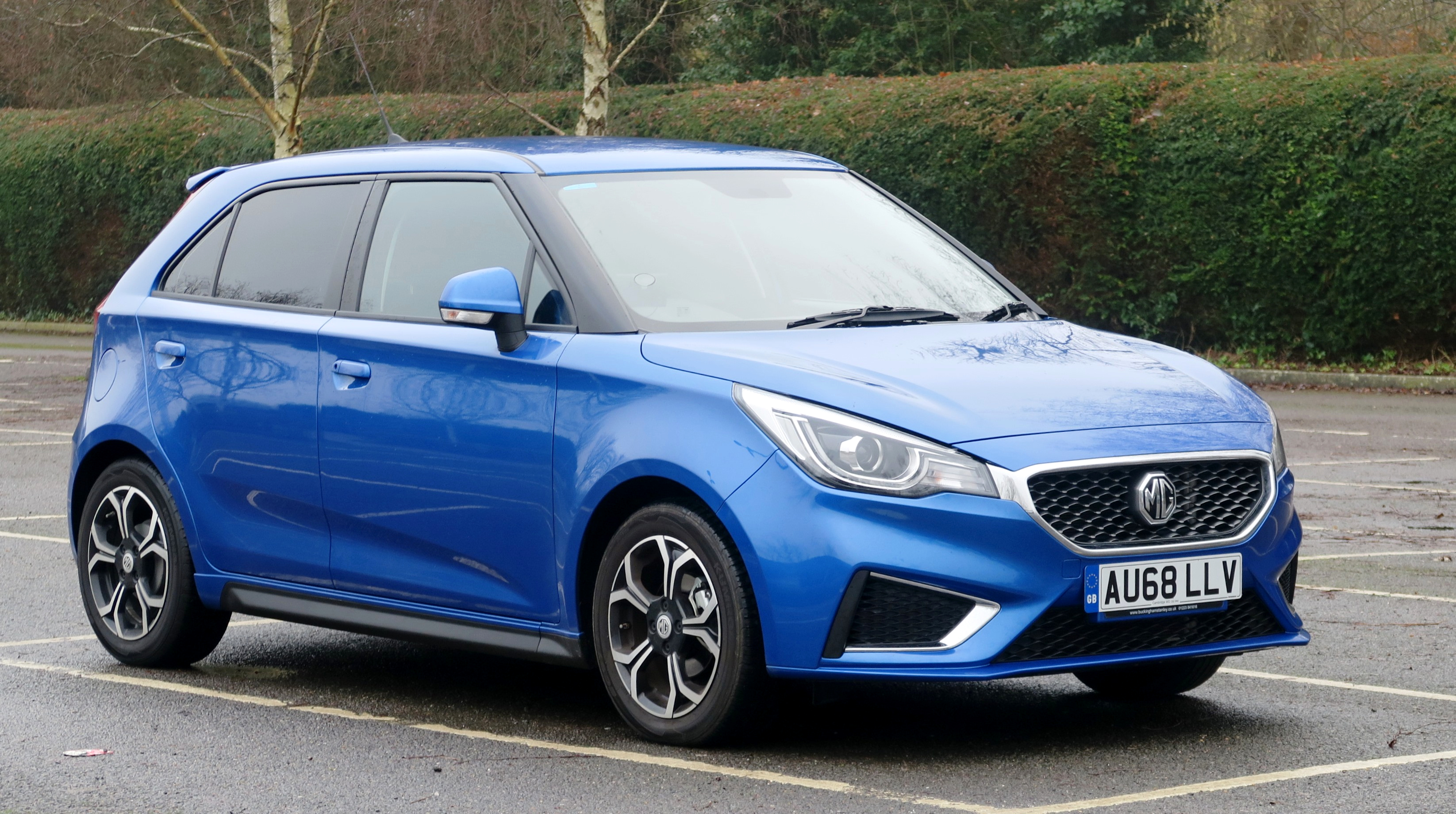
MG3 II phase 2 "Exclusive"

- la MG3 II produite à partir de 2011, date où la carrière de la MG3 a pris fin après quelques milliers d'exemplaires vendus. Le modèle a été remplacé en mars 2011 (en Chine) par une nouvelle génération de MG3, laquelle n'a plus rien à voir avec l'actuelle. Plus moderne, mieux finie et plus sûre, cette nouvelle génération a été introduite sur le marché automobile anglais en 2013 avant d'arriver sur le marché européen l'année suivante. Cette génération a vu la fin de sa production en 2024 bien que les stocks sont encore vendus sur quelques marchés émergents.

- la MG3 III produite à partir de 2024 pour l'année modèle 2025, incorporant une version thermique et une version hybride non-rechargeable pour le marché Européen. Cette nouvelle version dérive d'une plateforme différente de la précédente et incorporant les dernières aides à la conduite obligatoires depuis le 1er juillet 2024 (normes GSR2).

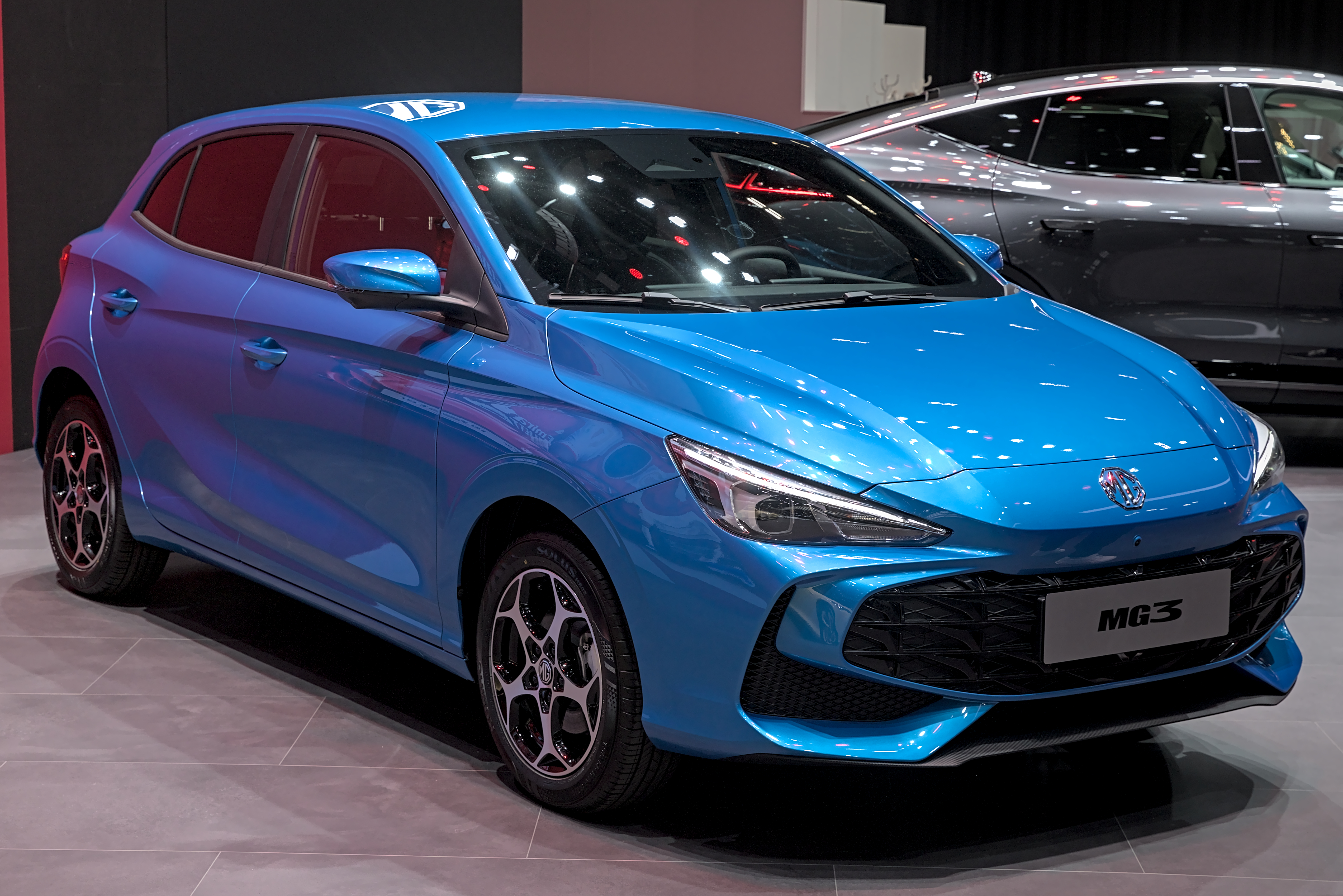
MG 3 (3ème génération) GIMS 2024